# Nekrolog 1786
Nekrolog
◄◄
| ◄
| 1782
| 1783
| 1784
| 1785
| 1786 | 1787 | 1788 | 1789 | 1790 | ► | ►►
Weitere Ereignisse | Allgemeiner Nekrolog 1786
Die Beschreibung der verstorbenen Person sollte so kurz wie möglich gehalten sein und nur deren signifikante Tätigkeit(en) enthalten.
Neue Namen ggf. auch unter dem Geburts- und Sterbedatum, also etwa unter 1. Januar und im Geburts- und Sterbejahr (2024) eintragen (nur bei entsprechender großer Wichtigkeit). Für Beispiele siehe die schon vorhandenen Artikel.
Außerdem über die fünf zuletzt Verstorbenen, zu denen es einen ausreichend guten Artikel für eine Präsentation auf der Hauptseite gibt, nach der todesbedingten Überarbeitung der Artikel ggf. auch unter Wikipedia Diskussion:Hauptseite informieren und sie am besten auch in den anderen Wikipedia-Sprachversionen eintragen. Tipp: Regelmäßig bei news.google.de nach „ist tot“, „gestorben“ oder „verstorben“ suchen.
Wenn eine Person gestorben ist, gibt es viele Seiten zu dieser Person in der Wikipedia, die davon auch betroffen sind und entsprechend aktualisiert werden müssen. Beispiele: Namenübersichtsseite, Geburtsjahr, Geburtsort-Seiten und viele mehr.
Wie finde ich die betroffenen Seiten?
Im Suchfeld auf der linken Seite gibt man den Suchbegriff so ein: „Vorname Nachname“. Dann klickt man auf Volltext und alle Seiten mit entsprechendem Suchtext werden aufgerufen. Hier sieht man dann schnell, wo auch das Todesjahr Sinn macht oder sogar ein Teil des Artikels angepasst werden muss. Auch hilft das „Werkzeug“ auf der linken Seite sehr gut, um solche Seiten aufzufinden: „Links auf diese Seite“. Somit ist die Wikipedia wieder aktuell in allen Bereichen! Hinweis: bei Eintragung der Kategorie „Gestorben JAHR“ wird der Missbrauchsfilter 49 ausgelöst, was jedoch nicht schlimm ist. Siehe: Spezial:Missbrauchsfilter/49
Dies ist eine Liste von im Jahr 1786 verstorbenen bekannten Persönlichkeiten. Die Einträge erfolgen innerhalb der einzelnen Daten alphabetisch sortiert. Tiere sind im Nekrolog für Tiere zu finden.

## Januar
| Tag        | Name                                           | Beruf, bekannt als                                            | Alter | Beleg |
| ---------- | ---------------------------------------------- | ------------------------------------------------------------- | ----- | ----- |
| 1. Januar  | Kasimir Friedrich von Rathsamhausen            | deutscher Benediktiner, Theologe                              | 87    |       |
| 3. Januar  | Albert Schulte                                 | deutscher Bürgermeister                                       | 69    |       |
| 4. Januar  | Moses Mendelssohn                              | deutscher Philosoph                                           | 56    |       |
| 6. Januar  | Peter Nikolaus von Gartenberg                  | sächsisch-polnischer Staatsmann                               |       |       |
| 6. Januar  | Pierre Poivre                                  | französischer Gartenbaufachmann                               | 66    |       |
| 7. Januar  | Jean-Étienne Guettard                          | französischer Arzt, Naturforscher, Kartograph, und Mineraloge | 70    |       |
| 7. Januar  | August Kazimierz Sułkowski                     | polnischer General und Politiker                              | 56    |       |
| 9. Januar  | Joseph Karl Truchseß von Waldburg-Zeil-Wurzach | Dompropst in Köln                                             | 73    |       |
| 10. Januar | Philipp Joachim von Roman                      | deutscher Generalleutnant                                     | 83    |       |
| 10. Januar | Elisabeth Augusta Wendling                     | deutsche Koloratursopransängerin                              | 39    |       |
| 12. Januar | Claude-Henri Watelet                           | französischer Autor und Enzyklopädist                         | 67    |       |
| 14. Januar | Meshech Weare                                  | US-amerikanischer Politiker                                   | 72    |       |
| 16. Januar | Justinus Ehrenfried Gerhard                    | deutscher Orgelbauer                                          |       |       |
| 20. Januar | Johann Jakob Busch                             | deutscher Mediziner und Hochschullehrer                       | 58    |       |
| 20. Januar | Ernst Gotthilf von Troschke                    | preußischer Offizier, Ritter des Pour le Mérite               | 61    |       |
| 23. Januar | Kakutei                                        | japanischer Maler                                             |       |       |
| 27. Januar | Hans Joachim von Zieten                        | preußischer General                                           | 86    |       |
| 31. Januar | Katharina Jacquet                              | österreichische Theaterschauspielerin                         | 25    |       |
| Januar     | Friderika Baldinger                            | deutsche Autorin                                              | 46    |       |
| Januar     | John Martin                                    | US-amerikanischer Politiker und Militär                       |       |       |

## Februar
| Tag         | Name                        | Beruf, bekannt als                                                       | Alter | Beleg |
| ----------- | --------------------------- | ------------------------------------------------------------------------ | ----- | ----- |
| 3. Februar  | Matthias Friese             | Lehrer, Organist, Orgelbauer                                             | 46    |       |
| 8. Februar  | Johann Kaspar Riesbeck      | deutscher Jurist, Schriftsteller, Schauspieler und Illuminat             | 32    |       |
| 13. Februar | Peter Friedrich Wallreuther | katholischer Geistlicher, Dekan des Kollegiatstiftes St. Martin in Worms |       |       |
| 16. Februar | Johann Carl Bonnet          | deutscher Dichter und Pfarrer                                            | 48    |       |
| 16. Februar | Johann Georg Schürer        | Komponist am Dresdner Hof                                                |       |       |
| 17. Februar | Jonas Apelblad              | schwedischer Reiseschriftsteller                                         |       |       |
| 22. Februar | Thomas Wright               | englischer Philosoph, Astronom, Mathematiker, Architekt                  | 74    |       |
| 23. Februar | Theodor Burchard Bartman    | Kölner Jurist und Universitätsprofessor                                  | 75    |       |
| 27. Februar | Johann Heinrich Jung        | Bergmeister und Industriepionier                                         |       |       |
| 27. Februar | Hermann Gottfried Pauli     | deutscher evangelischer Theologe                                         | 65    |       |
| 28. Februar | John Gwynn                  | englischer Architekt, Stadtplaner und Bauingenieur; Brückenbau           |       |       |

## März
| Tag      | Name                              | Beruf, bekannt als                                                                                  | Alter | Beleg |
| -------- | --------------------------------- | --------------------------------------------------------------------------------------------------- | ----- | ----- |
| 2. März  | Franz Dominikus Zimmermann        | deutscher Stuckateur und Bauhandwerker                                                              |       |       |
| 5. März  | Johann Leberecht Schmucker        | preußischer Militärarzt, Chirurg und Fachbuchautor                                                  |       |       |
| 6. März  | Friedrich Gotthelf von Falkenhayn | preußischer Generalleutnant, Gouverneur der Festung Schweidnitz und Drost zu Petershagen bei Minden | 66    |       |
| 7. März  | Franz Benda                       | deutscher Violinist und Komponist der Vorklassik                                                    | 76    |       |
| 7. März  | Anselm Franz von Bentzel-Sternau  | Minister von Kurmainz, Kurator und Reorganisator der Alten Universität Mainz                        | 47    |       |
| 10. März | Franz von Zahlheim                | österreichischer Beamter und Raubmörder                                                             | 31    |       |
| 11. März | Jacobus Bellamy                   | niederländischer Dichter                                                                            | 28    |       |
| 11. März | Charles Humphreys                 | US-amerikanischer Politiker                                                                         | 71    |       |
| 16. März | Conrad von Ahlefeldt              | Herr auf Gut Eschelsmark und Träger des Danebrog-Ordens                                             |       |       |
| 18. März | Ferdinand Sterzinger              | österreichischer katholischer Theologe und Kirchenrechtler                                          | 64    |       |
| 21. März | Johann Gottlieb Preller           | deutscher Kantor, Komponist und Landvermesser                                                       | 59    |       |
| 25. März | Patience Wright                   | US-amerikanische Bildhauerin                                                                        |       |       |
| 27. März | Friedrich Wilhelm von der Osten   | deutscher Kammerherr, Privatgelehrter, Sammler und Genealoge                                        | 65    |       |
| 29. März | Johann Friedrich Vulpius          | Amtsarchivar und Registrator                                                                        | 60    |       |

## April
| Tag       | Name                                    | Beruf, bekannt als                                                        | Alter | Beleg |
| --------- | --------------------------------------- | ------------------------------------------------------------------------- | ----- | ----- |
| 1. April  | Ignaz Parhamer                          | österreichischer Pädagoge und Jesuit                                      | 70    |       |
| 9. April  | Gottlieb Emanuel von Haller             | Schweizer Historiker                                                      | 50    |       |
| 9. April  | Sō Shiseki                              | japanischer Maler                                                         |       |       |
| 9. April  | Ferdinand Christoph von Waldburg-Zeil   | Fürstbischof von Chiemsee                                                 | 67    |       |
| 10. April | John Byron                              | englischer Südseeforscher                                                 | 62    |       |
| 10. April | Christlieb Benedict Funk                | deutscher Physiker und Mathematiker                                       | 49    |       |
| 11. April | Fernando de Sousa e Silva               | Kardinal der katholischen Kirche                                          | 73    |       |
| 13. April | Tobias Gottfried Hegelmaier             | deutscher evangelischer Theologe und Hochschullehrer                      | 55    |       |
| 16. April | Thomas Dundas of Fingask and Carronhall | schottischer Politiker, Mitglied des House of Commons                     |       |       |
| 16. April | Simon Gabriel Suckow                    | deutscher Hochschullehrer                                                 | 65    |       |
| 18. April | Karl Ludwig von Knobelsdorff            | königlich-preußischer Generalmajor                                        | 61    |       |
| 20. April | John Goodricke                          | englischer Astronom                                                       | 21    |       |
| 20. April | Benedict Oberhauser                     | österreichischer Benediktinerpater, Kirchenrechtler und Hochschullehrer   | 67    |       |
| 21. April | Johann Gottlieb Seger                   | deutscher Rechtswissenschaftler                                           | 50    |       |
| 22. April | August Friedrich Sack                   | evangelischer Theologe                                                    | 83    |       |
| 23. April | Alexander Cozens                        | britischer Landschaftsmaler                                               |       |       |
| 26. April | Edmund Leser                            | 44. Abt der Abtei Marienstatt                                             |       |       |
| 27. April | John Holker                             | britischer Tuchfabrikant und Industriespion für Frankreich                | 66    |       |
| 30. April | Georg Septimus Andreas von Praun        | deutscher Staatsmann, Archivar, Bibliothekar, Historiker und Numismatiker | 84    |       |

## Mai
| Tag     | Name                            | Beruf, bekannt als                                                                            | Alter | Beleg |
| ------- | ------------------------------- | --------------------------------------------------------------------------------------------- | ----- | ----- |
| 3. Mai  | Franz Joseph Salzmann           | deutscher Architekt                                                                           |       |       |
| 3. Mai  | Ernst August Schulze            | deutscher reformierter Theologe                                                               | 64    |       |
| 6. Mai  | Heinrich Christoph Nebel        | deutscher Literaturwissenschaftler, Rhetoriker und lutherischer Theologe                      | 71    |       |
| 6. Mai  | Michael Gottfried von Rosenfeld | österreichischer General                                                                      | 77    |       |
| 6. Mai  | Bernhard Georg von Scheibler    | deutscher Tuchfabrikant                                                                       | 61    |       |
| 7. Mai  | Johann Kaspar Füssli            | Schweizer Maler, Entomologe und Verleger                                                      | 43    |       |
| 7. Mai  | Vigilius Kranicher              | Abt des Stiftes Stams                                                                         | 64    |       |
| 7. Mai  | Leopold Reichl                  | deutscher römisch-katholischer Ordenspriester und Abt der Zisterzienserabtei Stift Engelszell | 72    |       |
| 8. Mai  | Charles-Emmanuel de Warnery     | preußischer General und Militärtheoretiker                                                    | 66    |       |
| 10. Mai | Johann Friedrich von Hahn       | deutscher Arzt in Breslau, Domherr des Stifts zu St. Sebastian in Magdeburg                   | 60    |       |
| 12. Mai | Johann Gottfried Jugel          | deutscher Markscheider, Guardein, Alchemist und Schriftsteller                                |       |       |
| 12. Mai | Joseph Clemens von Plettenberg  | Erbkämmerer und Landdrost                                                                     | 65    |       |
| 13. Mai | Esther Charlotte Brandes        | deutsche Schauspielerin                                                                       |       |       |
| 15. Mai | Eva Ekeblad                     | schwedische Adlige, Agrarwissenschaftlerin und Salonière                                      | 61    |       |
| 17. Mai | Hector Wilhelm von Günderrode   | deutscher Schriftsteller                                                                      | 30    |       |
| 19. Mai | Johann Melchior Goeze           | protestantischer Theologe                                                                     | 68    |       |
| 19. Mai | John Stanley                    | britischer Komponist und Organist des Spätbarock                                              | 74    |       |
| 20. Mai | Franz Karl von Riesse           | k. k. Feldzeugmeister                                                                         |       |       |
| 21. Mai | Carl Wilhelm Scheele            | deutsch-schwedischer Chemiker und Apotheker                                                   | 43    |       |
| 23. Mai | Moritz Benjowski                | slowakischer Abenteurer, Militär und König von Madagaskar                                     | 44    |       |
| 25. Mai | Peter III.                      | König von Portugal                                                                            | 68    |       |
| 28. Mai | Georg Ludwig von Hardenberg     | deutscher evangelischer Domdechant                                                            | 65    |       |
| 28. Mai | Wilhelm Joseph von Weichs       | Dompropst in Paderborn und Domherr in Münster                                                 | 69    |       |
| 31. Mai | Karl August von Baden-Durlach   | Markgraf von Baden-Durlach                                                                    | 73    |       |
| 31. Mai | David de Pury                   | Bankier, Sklavenhändler und Hoffaktor in Portugal                                             | 77    |       |

## Juni
| Tag      | Name                                                 | Beruf, bekannt als                                                                       | Alter | Beleg |
| -------- | ---------------------------------------------------- | ---------------------------------------------------------------------------------------- | ----- | ----- |
| 4. Juni  | Heinrich Christoph von Baudissin                     | kursächsischer General der Infanterie, Gouverneur von Dresden und der Festung Königstein | 76    |       |
| 4. Juni  | Johann Conrad Bechtold                               | deutscher Kirchenmaler und Stuckateur des Barock, in Unterfranken                        | 87    |       |
| 9. Juni  | Alexander McDougall                                  | US-amerikanischer Offizier und Politiker                                                 |       |       |
| 10. Juni | Ernestine Auguste Sophie von Sachsen-Weimar-Eisenach | Herzogin von Sachsen-Hildburghausen                                                      | 46    |       |
| 11. Juni | August Fryderyk Moszyński                            | polnischer Adeliger und Wissenschaftler                                                  | 55    |       |
| 14. Juni | Julius Karl Schläger                                 | deutscher Numismatiker und Bibliothekar                                                  | 79    |       |
| 19. Juni | Nathanael Greene                                     | US-amerikanischer General                                                                | 43    |       |
| 20. Juni | Augustin von Balthasar                               | deutscher Jurist und Gelehrter in Schwedisch-Pommern                                     | 85    |       |
| 21. Juni | George Hepplewhite                                   | englischer Kunsttischler                                                                 |       |       |
| 22. Juni | Joseph Xaver von Richterich                          | Bürgermeister der Reichsstadt Aachen                                                     |       |       |
| 27. Juni | Karoline von Bretzenheim                             | Gräfin von Holnstein                                                                     | 18    |       |
| 27. Juni | Joseph Green                                         | englischer Kaufmann                                                                      |       |       |
| 30. Juni | Johann Friedrich Seyfart                             | Regimentsauditeur und Schriftsteller                                                     |       |       |

## Juli
| Tag      | Name                               | Beruf, bekannt als | Alter | Beleg |
| -------- | ---------------------------------- | --- | ----- | ----- |
| 5. Juli  | Michel Yost                        | französischer Klarinettenvirtuose und Komponist |       |       |
| 11. Juli | Karl Egon I. zu Fürstenberg        | k.k. Staatsmann und Ritter des Goldenen Vließes, Oberstburggraf und Gouverneur von Böhmen, Präsident der böhmischen Gesellschaft der Wissenschaften | 57    |       |
| 12. Juli | Angelin Geiselmayer                | römisch-katholischer Ordensgeistlicher | 41    |       |
| 15. Juli | Johanna Sophie von Anhalt          | Gräfin von Anhalt, Äbtissin von Mosigkau | 55    |       |
| 16. Juli | Luise Mejer                        | deutsche Frau, erste Frau von Heinrich Christian Boie                                                                                               | 39    |       |
| 18. Juli | Johann Conrad Jacobi               | Bochumer Bürgermeister | 76    |       |
| 20. Juli | Thomas Robinson, 2. Baron Grantham | britischer Adliger und Politiker | 47    |       |
| 22. Juli | Nicolaus Beckmann                  | deutscher Wasserbauingenieur | 43    |       |
| 23. Juli | Franz Jakob Späth                  | deutscher Orgel- und Klavierbauer |       |       |
| 22. Juli | Johann Peter Willebrand            | deutscher Jurist, Richter und Reiseschriftsteller                                                                                                   | 66    |       |
| 23. Juli | Peter Emanuel von Zedtwitz         | Pfälzer Politiker | 70    |       |
| 29. Juli | Franz Aspelmayr                    | österreichischer Komponist | 58    |       |
| Juli     | Louis Nicolas Clément de Ris       | französischer Advocat | 71    |       |

## August
| Tag        | Name                                | Beruf, bekannt als                                                                       | Alter | Beleg |
| ---------- | ----------------------------------- | ---------------------------------------------------------------------------------------- | ----- | ----- |
| 4. August  | Friedrich Johann Buck               | deutscher Philosoph und Mathematiker                                                     | 63    |       |
| 7. August  | Friedrich Schwindl                  | niederländischer Komponist und Musiker                                                   | 49    |       |
| 8. August  | Josef Hauzinger                     | österreichischer Maler des Rokoko                                                        | 58    |       |
| 9. August  | Friedrich Ebenhöch                  | deutscher Jurist, würzburgischer Hof- und Konsistorialrat und Senior des Stadtmagistrats | 72    |       |
| 9. August  | Ernst Gottlob von Scheelen          | preußischer Generalmajor, Kommandeur des 1. Bataillons der Leibgarde                     | 60    |       |
| 16. August | Henri-Jacques de Croes              | belgischer Barock-Komponist                                                              | 80    |       |
| 16. August | John Francis Wade                   | englischer Komponist                                                                     |       |       |
| 17. August | Friedrich II.                       | König von Preußen                                                                        | 74    |       |
| 26. August | Christoph Christian Sturm           | lutherischer Theologe                                                                    | 46    |       |
| 30. August | Michael Konstantin von Zaremba      | preußischer Generalmajor                                                                 | 74    |       |
| 31. August | Charles Howard, 10. Duke of Norfolk | englischer Schriftsteller und Adliger, Oberhausmitglied                                  | 65    |       |

## September
| Tag           | Name                                   | Beruf, bekannt als                                                         | Alter | Beleg |
| ------------- | -------------------------------------- | -------------------------------------------------------------------------- | ----- | ----- |
| 6. September  | Franz Joseph Nikolaus Griset de Forell | Malteserritter, Prinzenerzieher, kursächsischer Hofmarschall und Minister  | 85    |       |
| 16. September | Friedrich Kreilmann                    | Abt des Klosters Grafschaft                                                | 67    |       |
| 17. September | Joseph Cariattil                       | indischer Thomaschrist und römisch-katholischer Erzbischof                 | 44    |       |
| 17. September | Joseph Stephan                         | deutscher Maler                                                            |       |       |
| 17. September | Tokugawa Ieharu                        | Shōgun (1780–1786)                                                         | 49    |       |
| 18. September | Giovanni Battista Guadagnini           | italienischer Geigenbauer                                                  | 75    |       |
| 18. September | Hieronim Wincenty Radziwiłł            | polnisch-litauischer Adliger                                               | 27    |       |
| 20. September | Gerd Bogislav von Below                | königlich preußischer Oberst und Kommandeur eines Grenadierbataillons      | 60    |       |
| 21. September | Johann Georg Dorfmeister               | österreichischer Bildhauer                                                 | 49    |       |
| 22. September | Augustin Egell                         | deutscher Maler und Hofbildhauer in Mannheim                               |       |       |
| 23. September | Dominik Peckenstorfer                  | österreichischer Geistlicher, Zisterzienser und Abt des Stiftes Lilienfeld | 81    |       |
| 25. September | Johann Carl Heffter                    | deutscher Arzt und Naturforscher                                           | 64    |       |
| 29. September | Dietrich Ewald von Grotthuß            | deutsch-baltischer Pianist und Komponist                                   | 35    |       |
| 29. September | Jan Daniel Janocki                     | polnischer Bibliograph                                                     |       |       |

## Oktober
| Tag         | Name                                                  | Beruf, bekannt als                                                | Alter | Beleg |
| ----------- | ----------------------------------------------------- | ----------------------------------------------------------------- | ----- | ----- |
| 2. Oktober  | Augustus Keppel, 1. Viscount Keppel                   | britischer Admiral und Politiker                                  | 61    |       |
| 5. Oktober  | Johann Gottlieb Gleditsch                             | deutscher Botaniker und Arzt                                      | 72    |       |
| 6. Oktober  | Antonio Sacchini                                      | italienischer Komponist                                           | 56    |       |
| 9. Oktober  | Tobias Philipp von Gebler                             | Dramatiker und österreichischer Staatsbeamter                     |       |       |
| 10. Oktober | Ehrenreich Christoph Koch                             | deutscher evangelischer Theologe und Geistlicher                  | 71    |       |
| 13. Oktober | Georg August Detharding                               | deutscher Jurist                                                  | 68    |       |
| 16. Oktober | Karl Christian Canzler                                | deutscher Bibliothekar und Historiker                             | 53    |       |
| 17. Oktober | Johann Ludwig Aberli                                  | Schweizer Maler                                                   | 62    |       |
| 18. Oktober | Johann Gottfried Brückner                             | deutscher Theaterschauspieler                                     |       |       |
| 18. Oktober | Alexander Wilson                                      | schottischer Astronom und Mathematiker                            |       |       |
| 19. Oktober | Alexander Jakob Wildermeth                            | Bieler Ratsherr, Autor und Unternehmer                            | 71    |       |
| 22. Oktober | Friedrich von Pelkowsky                               | preußischer Generalmajor, Kommandant der Festung Kolberg          |       |       |
| 24. Oktober | Johann Andreas Laff                                   | Administrationsbeamter der Kron- und Kammerdomäne Temescher Banat |       |       |
| 25. Oktober | Charles Mason                                         | britischer Astronom                                               | 58    |       |
| 25. Oktober | Friedrich Immanuel Schwarz                            | deutscher lutherischer Theologe und Pädagoge                      | 58    |       |
| 26. Oktober | Wolf Christian von Schönberg                          | kurfürstlich-sächsischer Landeshauptmann der Oberlausitz          | 59    |       |
| 30. Oktober | Mathias Franz Chorinsky von Ledske                    | Bischof von Brünn                                                 | 66    |       |
| 31. Oktober | Amelia Sophie von Großbritannien, Irland und Hannover | Mitglied aus dem Haus Hannover                                    | 75    |       |
| 31. Oktober | Caspar von Saldern                                    | Minister, Geheimrat                                               | 75    |       |

## November
| Tag          | Name                                         | Beruf, bekannt als                                                             | Alter | Beleg |
| ------------ | -------------------------------------------- | ------------------------------------------------------------------------------ | ----- | ----- |
| 2. November  | Isidore Canevale                             | österreichischer Architekt                                                     |       |       |
| 3. November  | Johann Karl Christoph Ferber                 | deutscher Hochschullehrer und Philosoph                                        | 47    |       |
| 4. November  | Johann Hermann Theodor Lysen                 | Bürgermeister in Brilon und Gewerke und Richter                                |       |       |
| 5. November  | Adam Leonhard von Tschirschky und Bögendorff | preußischer Regierungspräsident                                                | 63    |       |
| 6. November  | Horace Mann, 1. Baronet                      | britischer Diplomat                                                            |       |       |
| 9. November  | Karl Adolf Schott von Schottenstein          | preußischer Generalmajor                                                       | 63    |       |
| 10. November | Erhard von Wedel-Friis                       | königlich-dänischer Generalleutnant, Diplomat und Träger des Elephanten-Ordens | 76    |       |
| 11. November | Reichard Fuchs                               | oberfränkischer Bürgermeister, Gastwirt, Kirchen- und Spitalpfleger            | 58    |       |
| 12. November | Friedrich Alexander von Korff                | preußischer Diplomat und Justizreformer                                        | 72    |       |
| 13. November | Gottfried Schwarz                            | deutscher evangelischer Theologe                                               | 78    |       |
| 25. November | Samuel John Atlee                            | US-amerikanischer Politiker                                                    |       |       |
| 25. November | Nathanael Gottfried Leske                    | deutsch-sorbischer Naturforscher und Geologe                                   | 35    |       |
| 25. November | Marcus Anton von Plenciz                     | österreichischer Arzt und Hochschullehrer                                      | 81    |       |
| 29. November | Christiane Eleonore zu Dohna-Lauck           | deutsche Dichterin geistlicher Lieder, Adlige und Äbtissin                     | 63    |       |
| 30. November | Bernardo de Gálvez y Madrid                  | spanischer Graf, Politiker und General                                         | 40    |       |
| November     | Giovanni Battista Borra                      | italienischer Zeichner und Architekt                                           | 73    |       |

## Dezember
| Tag          | Name                                                       | Beruf, bekannt als                                                          | Alter | Beleg |
| ------------ | ---------------------------------------------------------- | --------------------------------------------------------------------------- | ----- | ----- |
| 2. Dezember  | Abner Nash                                                 | US-amerikanischer Politiker, Gouverneur von North Carolina                  | 46    |       |
| 6. Dezember  | Emil August von Schleswig-Holstein-Sonderburg-Augustenburg | königlich dänischer General, Prinz von Augustenburg                         | 64    |       |
| 7. Dezember  | Friedrich August Fischer                                   | deutscher Rechtswissenschaftler                                             | 59    |       |
| 11. Dezember | Anders Olsen                                               | norwegischer Kaufmann und Kolonialverwalter                                 | 67/68 |       |
| 11. Dezember | Wilhelm Christian Meyer                                    | deutscher Bildhauer und Porzellanmodelleur                                  | 60    |       |
| 12. Dezember | Johann Ernst von Klopmann                                  | kurländischer Kanzler und Landhofmeister                                    | 61    |       |
| 15. Dezember | William Henry                                              | US-amerikanischer Politiker                                                 | 57    |       |
| 20. Dezember | Johann Christoph von Adlerflycht                           | deutscher Jurist, Bürgermeister von Frankfurt am Main                       | 57    |       |
| 20. Dezember | Nicolas Thyrel de Boismont                                 | französischer Theologe und Prediger                                         |       |       |
| 20. Dezember | Philipp Ernst Lüders                                       | deutscher Landwirtschaftsreformer und Pädagoge                              | 84    |       |
| 20. Dezember | Hannah Ocuish                                              | jüngste Person, die von der Amerikanischen Justiz zum Tode verurteilt wurde | 12    |       |
| 25. Dezember | Christoph Sonnleithner                                     | österreichischer Jurist und Komponist                                       | 52    |       |
| 26. Dezember | Robert Scipio von Lentulus                                 | Schweizer Offizier in preußischen Diensten                                  | 72    |       |
| 28. Dezember | Seneca Inggersen                                           | Vertreter der Niederländischen Ostindien Companie                           | 71    |       |
| 31. Dezember | Magdalena Sibylla Rieger                                   | deutsche Schriftstellerin                                                   | 79    |       |

## Datum unbekannt
| Tag | Name                                       | Beruf, bekannt als | Alter | Beleg |
| --- | ------------------------------------------ | --- | ----- | ----- |
|     | Joachim Ludolf von Bassewitz               | königlich chursächsischer Geheimrat und Geheimrat von Ansbach Bayreuth                                                     |       |       |
|     | Marie Françoise Catherine de Beauvau-Craon | Mätresse am Hof von Lunéville                                                                                              |       |       |
|     | Johann Emich Becker                        | Hofschlosser der Fürsten von Waldeck-Pyrmont für den Ausbau des Residenzschlosses Arolsen                                  |       |       |
|     | Lluís Bonifaç i Massó                      | katalanischer Bildhauer |       |       |
|     | Manuel Canales                             | spanischer Violoncellist und Komponist                                                                                     | ≈39   |       |
|     | Cangkya Rölpe Dorje                        | tibetisch-mongolischer Geistlicher der Gelug-Schule                                                                        |       |       |
|     | Pietro Duranti                             | italienischer Gobelinweber                                                                                                 |       |       |
|     | Friedrich Sylvius von Hallmann             | deutscher Offizier, zuletzt königlich-preußischer Oberst                                                                   |       |       |
|     | Friedrich Georg Hornemann                  | deutscher Pastor der evangelisch-lutherischen Stadtpfarrkirche St. Andreas und Lehrer am Gymnasium Andreanum in Hildesheim |       |       |
|     | Jean Huber                                 | Schweizer Silhouettenschneider, Zeichner, Kupferstecher und Maler                                                          |       |       |
|     | Johann August Lehninger                    | deutscher Romanist, Italianist, Übersetzer und Lexikograf                                                                  |       |       |
|     | Jean-Baptiste Charles Bouvet de Lozier     | französischer Seefahrer und Forscher                                                                                       |       |       |
|     | Thimotheus Merzahn von Klingstädt          | deutscher Jurist und Ökonom in russischen Staatsdiensten                                                                   |       |       |
|     | Mateus Vicente de Oliveira                 | portugiesischer Architekt                                                                                                  |       |       |
|     | Johann Anton Pader                         | deutscher Stuckateur |       |       |
|     | Johann Christoph Rhode                     | deutscher Kartograph |       |       |
|     | Giacomo Rust                               | italienischer Komponist |       |       |
|     | Didier Robert de Vaugondy                  | französischer Geograph und Beiträger zur Encyclopédie                                                                      |       |       |
|     | Johann Nicolaus Treu                       | Kammerdiener, Hofmaler und Galerieinspektor                                                                                |       |       |
|     | Heinrich Rudolph von Vasold                | königlich-preußischer Generalmajor                                                                                         |       |       |
|     | Giuseppe Odoardi                           | italienischer Geigenbauer                                                                                                  |       |       |
|     | Jechiel Michael von Zloczow                | chassidischer Rabbiner und einer der frühen Förderer des Chassidismus in Galizien                                          |       |       |